# Gondaur
Gondaur é uma vila localizada em 'Karail Kshetra' da taluca de Mohammadabad, no distrito de Ghazipur, no estado de Uttar Pradesh, na Índia. Tinha 590 famílias e uma população de 3.712, no censo de 2011.

## História
De acordo com registros históricos, Gondaur foi fundada por volta de 1420 a.C. Foi Kunwar Bhairo Shah quem se mudou de 'Saharmadih' para este lugar e construiu um Kot (forte). Ele foi a última pessoa da família de Raja Mulhan Dikshit que deixou o antigo habitat de Kinwars perto do rio Ooki. Foi um período em que o sultão Khizr Khan estava sentado no trono de Delhi. Kunwar Bhairav Shah teve quatro filhos, Satan Shah, Bisen Shah, Karmsen Shah e Narayan Shah. O filho mais velho, Satan Shah, estabeleceu Pidroi, o segundo filho, Bisen Shah, estabeleceu Amarupur, o terceiro filho, Karmsen Shah, estabeleceu Kanuan e o mais novo deles, Narayan Shah, permaneceu em Gondaur. Kunwar Narayan Shah também teve quatro filhos, Madhav Rai, Mahesh Rai, Sarangdhar Rai e Purushottam Rai. O mais velho deles Taluqdar Madhav Rai estabeleceu a vila Kundesar na margem do rio Ganges, o segundo filho Mahesh Rai estabeleceu Narayanpur em nome de seu pai Narayan Shah, o terceiro filho Sarangdhar Rai estabeleceu-se em Gondaur enquanto o mais novo Purushottam Rai mudou-se para Musurdeva. É narrado em 'Shri Pothi Bansauri' nestes versos:
Narayen sut chari pratham Madho kahi gayo,

Sur sarita tat gram Kundesari nam kahayo,

Dujo bhaye Mahesh nam jehi param ujagar,

Narayanpur gram base subh gun ke agar,

Teejo Gondaur me base Sarangdhar jo naav,
                                  
Chautho Purusotim kahi basev Mushurdev gaav.
(Tradução em português: Narayan Shah teve quatro filhos, o mais velho deles Madhav Rai estabeleceu a vila Kundesar, às margens do rio Ganges. O segundo filho Mahesh Rai estabeleceu Narayanpur. O terceiro filho, Sarangdhar Rai, ficou em Gondaur, enquanto o quarto e mais jovem deles, Purushottam Rai, mudou para chhawani Musurdeva.)

## Agricultura
A agricultura é a principal fonte de renda e sustento para a maioria dos residentes, embora várias pessoas desta vila tenham trabalhado no governo e no setor privado. Quase todos os tipos de grãos alimentícios cultivados no leste da UP também são produzidos aqui, as culturas populares incluem trigo, arroz e batatas, embora outras culturas como mostarda, lentilhas e gramas também sejam produzidas em grandes quantidades. A aldeia também possui moinhos privados de arroz e de azeite.

## Hospital e escolas
Há uma faculdade intermediária nesta vila junto com várias escolas primárias. O Banco Allahabad tem uma de suas agências aqui, que atende às necessidades dos agricultores locais e outros empresários. Gondaur tem um dos hospitais Block Primary Health Center (BPHC) do distrito de Ghazipur com 20 leitos.